# Opéra-ballet
 (août 2016).
Si vous disposez d'ouvrages ou d'articles de référence ou si vous connaissez des sites web de qualité traitant du thème abordé ici, merci de compléter l'article en donnant les références utiles à sa vérifiabilité et en les liant à la section « Notes et références ».

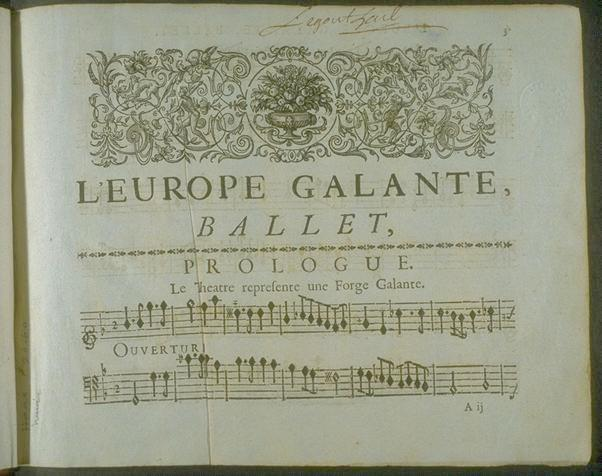
partition originale de l'Europe galante, d'André Campra en octobre 1697.

L’opéra-ballet (ou ballet à entrées) est un genre lyrique pratiqué en France au XVIIIe siècle, issu du ballet de cour.

## Présentation
Plus encore que la tragédie lyrique dont beaucoup de ses principes proviennent, l’opéra-ballet est une pièce de pur divertissement. Il peut se composer d’un prologue, facultatif, et de plusieurs actes (ou entrées) dont les intrigues, généralement simplifiées à l’extrême et basées sur les sentiments amoureux, sont indépendantes les unes des autres mais reliées par un thème commun que résume un titre. Une place prépondérante est laissée aux intermèdes dansés dont le prétexte est fourni par l'action.  
Dans l’opéra-ballet, non seulement la danse conquiert un statut égal à celui du chant, ce qui permettra aux danseurs d’éblouir le siècle des Lumières, mais elle favorise, dans une institution qui l’avait exclue, l’apparition de la comédie. Comédie, c’est-à-dire sujets familiers, lieux et circonstances véridiques – tel le carnaval de Venise, célèbre dans toute l’Europe pour la licence qui y règne –, et enfin personnages réalistes et typés, susceptibles de danser, contrairement aux dieux et aux héros pour lesquels l’expression chorégraphique est inappropriée - ce qui n'empêche nullement certaines divinités secondaires (nymphes, naïades, Grâces, Muses ...) d'y sacrifier. 
C’est Jean-Georges Noverre qui, un demi-siècle plus tard, parviendra à concilier l’art chorégraphique avec le registre tragique (ballet d'action).
Héritier du ballet de cour, l'opéra-ballet se distingue de la tragédie lyrique en réduisant au maximum l'action chantée au profit de la danse.
Le premier exemple du genre est dû à Pascal Colasse avec Les Saisons en octobre 1695, sur un livret de l'abbé Jean Pic ; mais c'est André Campra qui impose le genre avec L'Europe galante en octobre 1697 puis il triomphe le 17 juin 1710 avec Les Fêtes vénitiennes, qu’il s’est plu à parsemer d’emprunts, en forme de clins d’œil au public, à Lully, Marais, Destouches, Desmarest.
Le succès de la formule suscite de nombreux émules dont le plus fameux est Jean-Philippe Rameau avec Les Indes galantes qui contient des aventures amoureuses dans plusieurs pays « exotiques » (Turquie, Perse, empire Inca, Amérique du Nord) et est à la fois un de ses chefs-d'œuvre et la composition la plus accomplie dans ce genre. Mais Rameau en compose plusieurs autres : Les Fêtes d'Hébé, Les Fêtes de Polymnie, Le Temple de la Gloire, Les Fêtes de l'Hymen et de l'Amour, Les Surprises de l'amour.
Louis de Cahusac, le plus fidèle des librettistes de Rameau, est l'un des principaux poètes des opéras-ballets du XVIIIe siècle, mettant en scène des personnages contemporains, plutôt que les héros de la mythologie chers à la tragédie en musique. Mélangeant comédie et fantaisie, diversité des décors et des costumes (qui changent à chaque « entrée »), l'opéra-ballet n'en est pas moins narratif et l'action dramatique peut, à l'occasion, revêtir la forme de véritables ballets pantomimes.

## Liste chronologique des opéras-ballets représentés à l'Académie royale de musique
Dix-huit opéras-ballets conformes à la définition du XVIIIe siècle furent représentés à l'Académie royale de musique de Paris entre 1697 (L'Europe galante) et 1735 (Les Indes galantes). Le tableau ci-dessous en dresse la liste chronologique :
| Titre                              | Première représentation | Compositeur                   | Librettiste                             |
| ---------------------------------- | ----------------------- | ----------------------------- | --------------------------------------- |
| 1. L'Europe galante                | 24 octobre 1697         | André Campra                  | Antoine Houdar de La Motte              |
| 2. Le Triomphe des Arts            | 16 mai 1700             | Michel de La Barre            | Antoine Houdar de La Motte              |
| 3. Les Muses                       | 28 octobre 1703         | André Campra                  | Antoine Danchet                         |
| 4. Les Fêtes vénitiennes           | 17 juin 1710            | André Campra                  | Antoine Danchet                         |
| 5. Les Amours déguisés             | 22 août 1713            | Thomas-Louis Bourgeois        | Louis Fuzelier                          |
| 6. Les Fêtes de Thalie             | 19 août 1714            | Jean-Joseph Mouret            | Joseph de La Font                       |
| 7. Les Fêtes de l'Été              | 12 juin 1716            | Michel Pignolet de Montéclair | Simon-Joseph Pellegrin                  |
| 8. Les Âges                        | 9 octobre 1718          | André Campra                  | Louis Fuzelier                          |
| 9. Les Plaisirs de la Campagne     | 10 août 1719            | Toussaint Bertin de la Doué   | Simon-Joseph Pellegrin                  |
| 10. Les Fêtes grecques et romaines | 13 juillet 1723         | François Colin de Blamont     | Louis Fuzelier                          |
| 11. Les Éléments                   | 29 mai 1725             | André-Cardinal Destouches     | Pierre-Charles Roy                      |
| 12. Les Stratagèmes de l'Amour     | 28 mars 1726            | André-Cardinal Destouches     | Pierre-Charles Roy                      |
| 13. Les Amours des Dieux           | 14 septembre 1727       | Jean-Joseph Mouret            | Louis Fuzelier                          |
| 14. Les Amours des Déesses         | 9 août 1729             | Philippe Quinault             | Louis Fuzelier                          |
| 15. Le Triomphe des Sens           | 5 juin 1732             | Jean-Joseph Mouret            | Pierre-Charles Roy                      |
| 16. L'Empire de l'Amour            | 14 avril 1733           | De Brassac                    | François-Augustin de Paradis de Moncrif |
| 17. Les Grâces                     | 5 mai 1735              | Jean-Joseph Mouret            | Pierre-Charles Roy                      |
| 18. Les Indes galantes             | 23 août 1735            | Jean-Philippe Rameau          | Louis Fuzelier                          |

Pour une liste exhaustive incluant tous les opéras français des XVIIe et XVIIIe siècles, se reporter à l'article connexe ci-dessus.